# Північна Луангва (національний парк)
Національний парк Північна Луангва — національний парк у Замбії , найпівнічніший із трьох у долині річки Луангва. Заснований як мисливський заповідник у 1938 році, він став національним парком у 1972 році і зараз займає 4636 км².
Подібно до національного парку Південна Луангва, його східною межею є річка Луангва, а на заході вона піднімається, охоплюючи ділянку схилу Мучинга. Річка Мвалеші тече зі сходу на захід через центр парку, а територія на південь є зоною дикої природи. У порівнянні з набагато більш популярним національним парком Південна Луангва він, як правило, страждає від відсутності інвестицій та інтересу.

## Біорізноманіття
Ряд птахів і ссавців подібний до тих, що зустрічаються в національному парку Південна Луангва. Серед них гну Куксона, зебра Крошея та багато антилоп і птахів. Браконьєрство було проблемою довгий час, оскільки кількість слонів зменшилася в 1970-х і 1980-х роках. Згодом популяція слонів показало деяке відновлення, що свідчить про певне вирішення проблеми. У 2003 році чорні носороги були знову інтродуковані в парк. З 2005 року парк, разом із національним парком Південна Луангва, вважається територією збереження левів.